# NGC 3786
NGC 3786 ist eine Balken-Spiralgalaxie mit aktivem Galaxienkern vom Hubble-Typ SBa/P im Sternbild Großer Bär am Nordsternhimmel. Sie ist schätzungsweise 119 Millionen Lichtjahre von der Milchstraße entfernt und hat einen Durchmesser von etwa 75.000 Lichtjahren. Gemeinsam mit NGC 3788 bildet sie das interagierende Galaxienpaar Arp 294, KPG 295 oder Holm 272. Gemeinsam mit drei weiteren Galaxien bildet sie die NGC 3788-Gruppe oder LGG 243.
Halton Arp gliederte seinen Katalog ungewöhnlicher Galaxien nach rein morphologischen Kriterien in Gruppen. Dieses Galaxienpaar gehört zu der Klasse Galaxien mit langen Filamenten.
Im selben Himmelsareal befinden sich u. a. die Galaxien IC 2946 und IC 2947.
Die Supernovae SN 1999bu (Typ Ic) und SN 2004bd (Typ Ia) wurden hier beobachtet.
Das Objekt wurde am 10. April 1831 von dem britischen Astronomen John Herschel entdeckt.